# NGC 7103
NGC 7103 este o brightest cluster galaxy⁠(d) situată în constelația Capricornul. A fost descoperită în 1886 de către Frank Muller. Se află la o distanță de 134,07 de megaparseci de Pământ.